# 晉陽之戰
晉陽之戰，又稱三家滅知、三家滅智，是發生於周貞定王十四年（晉出公二十年）（前455年）到十六年（晉出公二十二年）（前453年），晉國四大世族大夫，智伯瑤（知伯瑤）、趙襄子、韓康子、魏桓子之間在围绕晋阳城（今山西省太原市）爆發的一場戰爭。最後智伯瑤被後三者圍剿而死。

## 背景
春秋战国之际，實力強大的智伯瑤在滅掉范氏和中行氏後擔任晉國正卿，掌握晉國政權。周貞定王十三年（晉出公十九年）（前456年），智伯在先後威逼韓康子和魏桓子割讓萬戶之邑後，又向趙襄子索要藺和皋狼兩地，趙襄子拒絕。因此智伯瑤暗中聯合韓、魏兩家計劃滅趙。
趙襄子見智伯多次聯絡韓、魏而獨欠自己，料想知伯正籌劃攻打趙氏。趙襄子自知不敵，又不願獻出國寶或土地求和，臣下先後建議前往就近而且城牆堅厚的長子城和倉庫充實的邯鄲，都被趙襄子以趙家在當地缺乏民望而否決。最後，趙襄子決定依父親趙簡子生前告誡和谋臣張孟談建议退守晉陽城（今山西省太原市西南）。此時晉陽經董安于和尹鐸二人先後經營，不僅城牆厚實、倉庫充足，官署的牆垣和柱子的基礎分別是可供造箭的材料和冶銅所建，民眾亦願意與趙氏和衷共濟，於是趙軍得以固守晉陽積極備戰。

## 過程

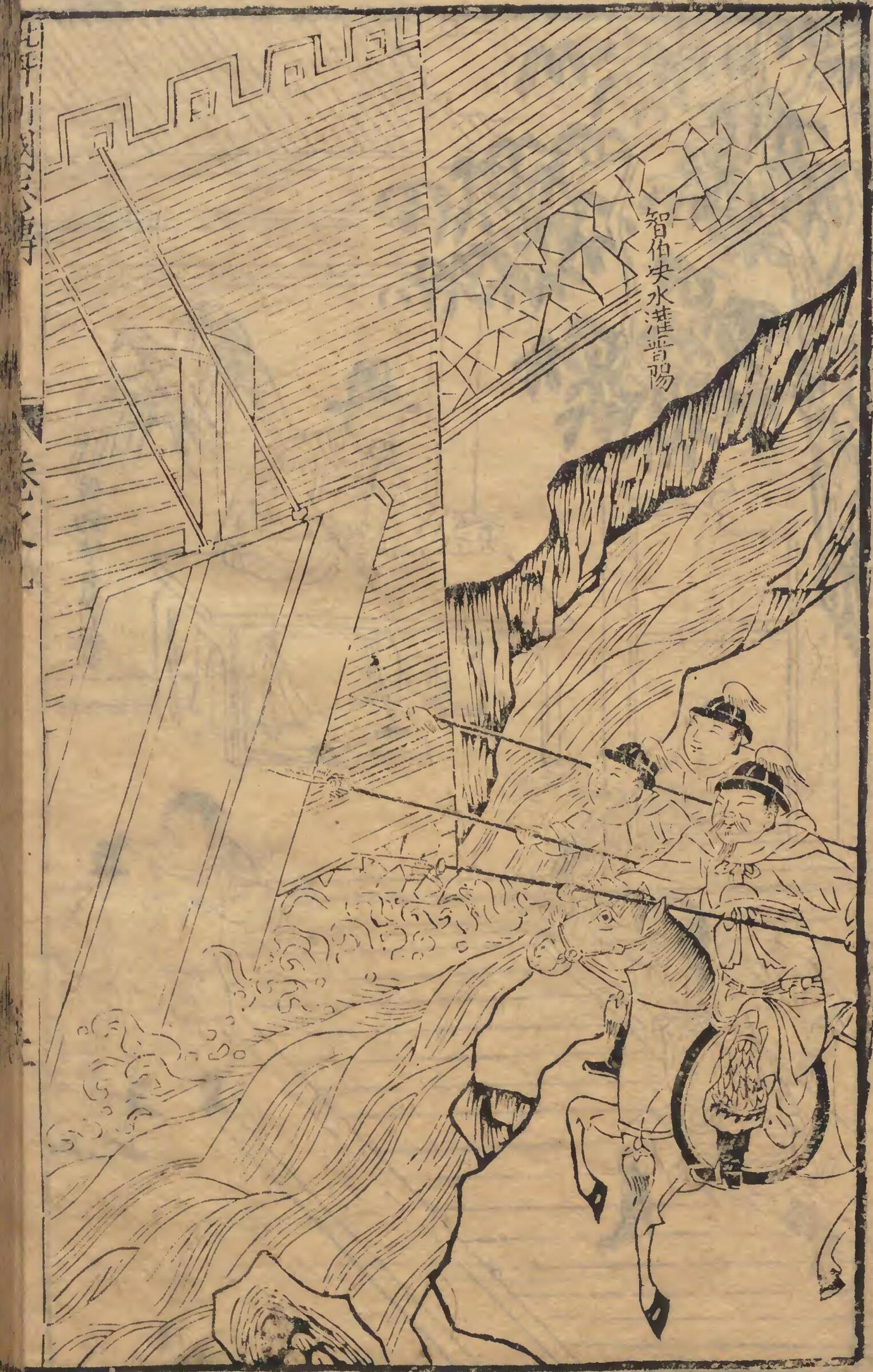
智伯決水灌晉陽

周貞定王十四年（晉出公二十年）（前455年），智伯瑤以晉侯名義率領韓康子、魏桓子出兵攻趙氏。智伯瑤與韓、魏聯軍攻晉陽三月不能下，又圍困晉陽一年有餘。周貞定王十六年（晉出公二十二年）（前453年），智伯引晉水（汾水）淹灌晉陽城，水面只差六尺高度就淹沒全城。城中缺乏糧食，百姓把屋子架高來住，把锅子吊掛起來煮饭，甚至互相交換小孩殺來吃，就算是士大夫們都飢病交加，十分危急。智伯看見水攻的成效非常好，得意地說：「起初，我不知道水可以滅亡他人國土，現在我已知道了。」其時韓康子正在駕御馬車，魏桓子則坐在馬車右邊，聽聞此語非常恐慌，互作暗號，因為汾水可以灌魏氏的安邑城、绛水可以灌韓氏的平陽城。智伯的謀士郗疵見趙氏滅亡在即，韓康子、魏桓子二人面上卻不喜反憂，警告智伯小心兩家有反意。智伯以郗疵之言詢問二人，二人否認並反指郗疵为赵氏离间三家關係。郗疵見二人從智伯營中出來時小心望向自己後急忙離開，知道智伯向二人洩露了自己的話，不肯採信自己意見，於是藉著請求出使齊國離開晉陽。
趙氏水困已久，雖然晉陽民眾依舊忠於趙室，但家臣們都開始有二心，除高赫之外對趙襄子的態度逐漸怠慢起來。趙襄子眼見晉陽無法再守，打算向智伯投降，但被張孟談勸阻，並說服趙襄子派遣自己出城說服韓、魏兩家倒戈。於是張孟談暗中與韓康子、魏桓子見面說：「我聽說唇亡則齒寒，智伯率領你們兩國來攻擊趙氏，趙氏快要滅亡了，但趙亡之後，就輪到你們兩位要被智伯攻伐了。」韓康子和魏桓子本來就對平日驕橫粗暴的智伯十分不滿，經張孟談勸說，決定與趙氏秘密約定日子共同起兵攻打智氏。張孟談之後晉見智伯，離開時在營外遇見智氏族人智果。智果識破張孟談聯合韓、魏之謀，又見韓、魏二主神色有異，因而勸智伯小心兩家會背叛智氏，並建議若不打算殺掉魏、韓二主，則應向他們的謀臣赵葭、段规加封土地以拉攏二人游說主君守約滅趙，但智伯吝惜土地，聽不進智果意見。智果在走出智伯營帳後，改姓為輔氏並離智伯而去。
張孟談見智果懷疑自己，在回城後勸趙襄子及早行動以免事敗。三月丙戌（二十三日）當晚，在張孟談奉命與韓、魏兩家約好後，趙襄子派人乘夜出城殺死智氏守護堤防的官兵，打破堤防放水倒灌智氏軍營，並由韓、魏兩軍為側翼，與趙軍趁智伯軍忙於救水之際共同夾擊智氏。趙襄子親率軍隊正面進攻，大敗智伯軍並擒殺智伯瑤，趙襄子將他的頭骨拿來當飲酒之骷髏杯。

## 影響
韓、趙、魏三家之後族滅智氏，並瓜分了智氏的土地，唯獨放過已改姓為輔氏的智果一脈，智氏族人智开和智宽則出奔到秦國。此後晉國由韓、趙、魏三家稱霸，為日後“三家分晉”奠定了基礎。